# In mezzo scorre il fiume
(Norman Maclean / Craig Sheffer durante il monologo finale del film)
In mezzo scorre il fiume (A River Runs Through It) è un film del 1992 diretto da Robert Redford. Il film è tratto dall'omonimo libro autobiografico di Norman Maclean, pubblicato nel 1976.

## Trama
Ambientato nel Montana tra il 1910 e il 1926, ricalca fedelmente il romanzo di Maclean.
Intercalata da documenti (veri o finti) fotografici d'epoca in color seppia, è la storia del rapporto tra due fratelli che il padre, severo pastore presbiteriano, educa nel culto di Dio, del bene e della pesca con la mosca. Ma i due fratelli sono diversi: Norman è serio, studioso e discretamente noioso, Paul è un simpatico scapestrato, accanito frequentatore di gonnelle e tavoli da gioco.

## Incassi
La pellicola ha incassato 43.4 milioni di dollari negli Stati Uniti.

## Riconoscimenti
- Premi Oscar 1993
  - Migliore fotografia
  - Candidatura alla Miglior sceneggiatura non originale
  - Candidatura alla Miglior colonna sonora
- Golden Globe 1993
  - Candidatura alla Miglior regia (Robert Redford)